# Preux-au-Bois

Preux-au-Bois este o comună în departamentul Nord, Franța. În 1 ianuarie 2022 avea o populație de 839 de locuitori.